# 阿爾伯特·波爾塔斯

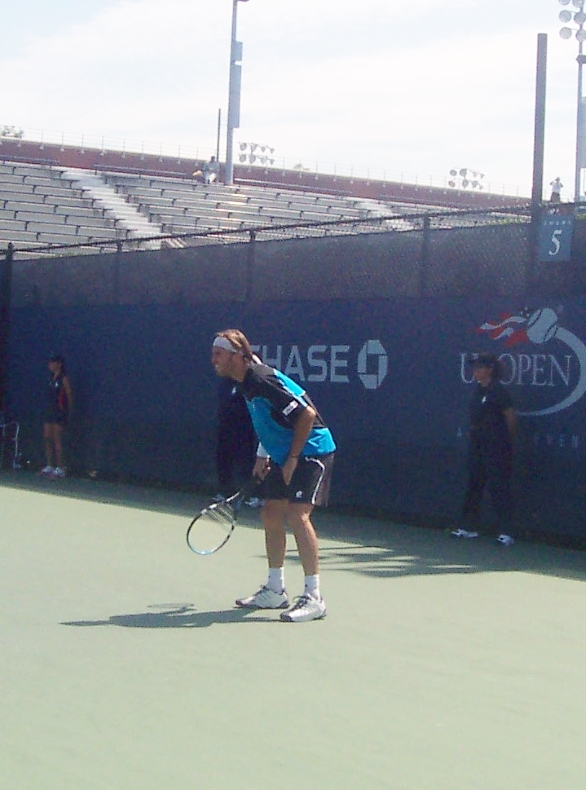

阿尔韦特·波塔斯·索伊（1973年11月15日—）是西班牙前职业网球运动员。
1994年轉職業，生涯最高單打排名為19位（2001年10月1日）。
在2001年漢堡大師賽擊敗後來在2003年法國網球公開賽冠軍的同胞胡安·卡洛斯·费雷罗。
波爾塔斯曾在2008年11月到2009年2月擔任達妮埃拉·漢圖霍娃。

## 外部連結
- 阿爾伯特·波爾塔斯（英文/西班牙文）的官方資料
- 阿爾伯特·波爾塔斯的國際網球總會 職業／青少年 官方資料（英文）
- 阿爾伯特·波爾塔斯的官方資料（英文）